# Willem VII van Horne
Willem VII van Horne (ca. 1380 – 1433) was heer van Horn en Altena. Hij was de oudste zoon van Willem VI van Horne en diens vrouw Johanna van Heinsberg.
Hij gaf in 1414 aan Weert drie jaarmarkten en een zaterdagse weekmarkt.
Het land van Altena was eerder van zijn vader Willem VI van Horne afgenomen, maar Willem VII kreeg in 1417 dit van Jacoba van Beieren weer terug, nadat Willem VI van Beieren was overleden.
Hij vestigde zich in 1428 te Aken, waar hij 21 juli 1433 stierf.
Willem VII huwde in 1417 met Johanna de Montigny.
Uit dit huwelijk werd Jacob van Horne (1420-1488) geboren.